# Franciszek Dołmat Isajkowski
Franciszek Dołmat Isajkowski herbu Prus I (zm. w maju 1654) – biskup smoleński od 1650, referendarz wielki litewski i pisarz wielki litewski od 1641, kustosz i kanonik wileński, infułat trąbski, proboszcz grodzieński, trocki, gieranioński i wileński, sekretarz królewski. 
W 1632 roku był elektorem Władysława IV Wazy z województwa wileńskiego.
Na dworze Władysława IV Wazy piął się po poszczególnych stopniach kariery politycznej. Był regentem kancelarii większej  litewskiej, pisarzem skarbu litewskiego. W czasie wojny polsko-rosyjskiej 1654-1667 uciekł ze Smoleńska przed nadejściem wojsk rosyjskich.
Był fundatorem kolegium jezuitów w Grodnie. 